# 34 (število)
34 (štíriintrídeset) je naravno število, za katero velja 34 = 33 + 1 = 35 - 1.

## V matematiki
- sestavljeno število.
- polpraštevilo.
- deseto Fibonaccijevo število 34 = 13 + 21.
- šesto število Markova.
- magična konstanta v magičnem kvadratu 4 x 4: {\displaystyle M_{2}(4)={\frac {4(4^{2}+1)}{2}}}

{\displaystyle {\begin{bmatrix}16&3&2&13\\5&10&11&8\\9&6&7&12\\4&15&14&1\\\end{bmatrix}}}
- sedemkotniško število.
- najmanjše število, katerega vsota njegovih števk je enaka 34 je 7999 (7+9+9+9=34).
- ne obstaja noben takšen cel x, da bi veljala enačba φ(x) = 34.
- ne obstaja noben takšen cel x, da bi veljala enačba x - φ(x) = 34.

## V znanosti
- vrstno število 34 ima selen (Se).

## Drugo

### Leta
- 434 pr. n. št., 334 pr. n. št., 234 pr. n. št., 134 pr. n. št., 34 pr. n. št.
- 34, 134, 234, 334, 434, 534, 634, 734, 834, 934, 1034, 1134, 1234, 1334, 1434, 1534, 1634, 1734, 1834, 1934, 2034, 2134